# Gran Premio di Pescara 1957
Il XXV Circuito di Pescara, anche detto Gran Premio di Pescara 1957, fu la settima gara della stagione 1957 del Campionato mondiale di Formula 1, disputata il 18 agosto sul circuito di Pescara.
La manifestazione vide la vittoria di Stirling Moss su Vanwall, seguito dalle Maserati di Juan Manuel Fangio ed Harry Schell.

## Vigilia

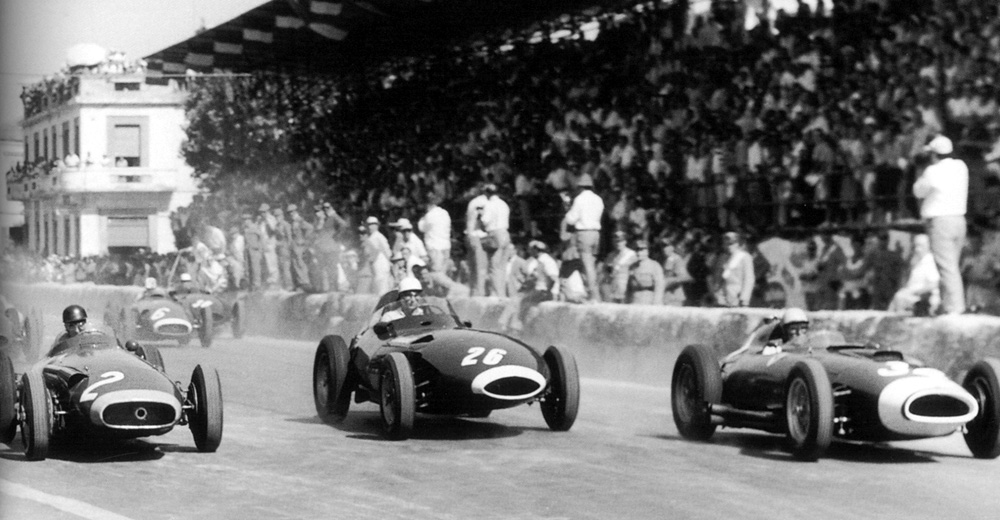
La partenza del Gran Premio

L'evento si svolse eccezionalmente a causa della improvvisa cancellazione dei Gran Premi di Belgio e dei Paesi Bassi. Il tracciato di Pescara era rinomato al tempo come uno dei percorsi per gare automobilistiche più ostici e pericolosi, ma era famoso perché dal 1924 vi si svolgeva la Coppa Acerbo: pertanto gli organizzatori del campionato poterono confidare sulla scelta di un circuito ampiamente già collaudato e prestigioso.
Tuttavia, gli organizzatori dovettero superare varie difficoltà e la gara risultò mutilata di alcune partecipazioni importanti. L'ANAS, infatti, fu piuttosto restia a concedere il proprio nulla osta circa l'idoneità del circuito stradale, per il pericolo che gli spettatori avrebbero corso, anche tenuto conto della tragedia di Guidizzolo, avvenuta solo 3 mesi prima. Inoltre, Enzo Ferrari aveva deciso di disertare le gare in Italia, in aperta polemica con la magistratura che aveva aperto un'inchiesta sulle responsabilità della Ferrari, proprio nell'incidente occorso a De Portago.
Scongiurato di desistere dalla decisione e anche subendo vari e pesanti attacchi di parte giornalistica e politica, il "Drake" rimase a lungo irremovibile: sportivamente concesse ai suoi piloti di partecipare con vetture di altre Case, ma le monoposto della Scuderia Ferrari non si sarebbero dovute muovere da Maranello. Solo in extremis concesse una vettura a Luigi Musso a condizione che venisse iscritta "privatamente" dal pilota.
Il circuito cittadino di Pescara, che misurava oltre 25km (25,579km), è ancor oggi il tracciato più lungo dove si sia mai disputata una gara di Formula 1.

## Qualifiche
| Pos | N° | Pilota             | Auto                 | Squadra                   | Tempo   | Distacco |
| --- | -- | ------------------ | -------------------- | ------------------------- | ------- | -------- |
| 1   | 2  | Juan Manuel Fangio | Maserati 250F        | Officine Alfieri Maserati | 9'44"6  | -        |
| 2   | 26 | Stirling Moss      | Vanwall              | Vandervell Products Ltd"  | 9'54"7  | +10"1    |
| 3   | 34 | Luigi Musso        | Ferrari 801          | Scuderia Ferrari          | 10'00"0 | +15"4    |
| 4   | 4  | Jean Behra         | Maserati 250F        | Officine Alfieri Maserati | 10'03"1 | +18"5    |
| 5   | 6  | Harry Schell       | Maserati 250F        | Officine Alfieri Maserati | 10'04"6 | +20"0    |
| 6   | 28 | Tony Brooks        | Vanwall              | Vandervell Products Ltd"  | 10"08"8 | +24"2    |
| 7   | 14 | Masten Gregory     | Maserati 250F        | Scuderia Centro Sud       | 10"26"1 | +41"5    |
| 8   | 30 | Stuart Lewis-Evans | Vanwall              | Vandervell Products Ltd"  | 10'29"6 | +45"0    |
| 9   | 16 | Jo Bonnier         | Maserati 250F        | Scuderia Centro Sud       | 10"36"2 | +51"6    |
| 10  | 8  | Giorgio Scarlatti  | Maserati 250F        | Officine Alfieri Maserati | 10'36"6 | +52"0    |
| 11  | 18 | Horace Gould       | Maserati 250F        | Privato                   | 10'49"6 | +1'05"0  |
| 12  | 10 | Paco Godia         | Maserati 250F        | Francesco Godia-Sales     | 11'09"8 | +1'25"2  |
| 13  | 12 | Luigi Piotti       | Maserati 250F        | Privato                   | 11'10"6 | +1'26"0  |
| 14  | 20 | Bruce Halford      | Maserati 250F        | Privato                   | 11'16"3 | +1'31"7  |
| 15  | 22 | Roy Salvadori      | Cooper-Climax T43    | Cooper Car Company        | 11'24"2 | +1'39"6  |
| 16  | 24 | Jack Brabham       | Cooper-Climax T43/F2 | Cooper Car Company        | 11'35"2 | +1'50"6  |

## Gara
| Pos | N° | Pilota             | Auto          | Giri | Tempo/Causa Ritiro | Pos. griglia | Punti |
| --- | -- | ------------------ | ------------- | ---- | ------------------ | ------------ | ----- |
| 1   | 26 | Stirling Moss      | Vanwall       | 18   | 2h 59'22"7         | 2            | 9     |
| 2   | 2  | Juan Manuel Fangio | Maserati      | 18   | +3'13"9            | 1            | 6     |
| 3   | 6  | Harry Schell       | Maserati      | 18   | +6'46"8            | 5            | 4     |
| 4   | 14 | Masten Gregory     | Maserati      | 18   | +8'16"5            | 7            | 3     |
| 5   | 30 | Stuart Lewis-Evans | Vanwall       | 17   | +1 giro            | 8            | 2     |
| 6   | 8  | Giorgio Scarlatti  | Maserati      | 17   | +1 giro            | 10           |       |
| 7   | 24 | Jack Brabham       | Cooper-Climax | 15   | +3 giri            | 16           |       |
| Rit | 34 | Luigi Musso        | Ferrari       | 9    | Perdita olio       | 3            |       |
| Rit | 10 | Paco Godia         | Maserati      | 9    | Motore             | 12           |       |
| Rit | 20 | Bruce Halford      | Maserati      | 9    | Trasmissione       | 14           |       |
| Rit | 16 | Jo Bonnier         | Maserati      | 7    | Surriscaldamento   | 9            |       |
| Rit | 4  | Jean Behra         | Maserati      | 3    | Perdita olio       | 4            |       |
| Rit | 22 | Roy Salvadori      | Cooper-Climax | 3    | Incidente          | 15           |       |
| Rit | 28 | Tony Brooks        | Vanwall       | 1    | Motore             | 6            |       |
| Rit | 18 | Horace Gould       | Maserati      | 0    | Incidente          | 11           |       |
| Rit | 12 | Luigi Piotti       | Maserati      | 0    | Motore             | 13           |       |

## Statistiche

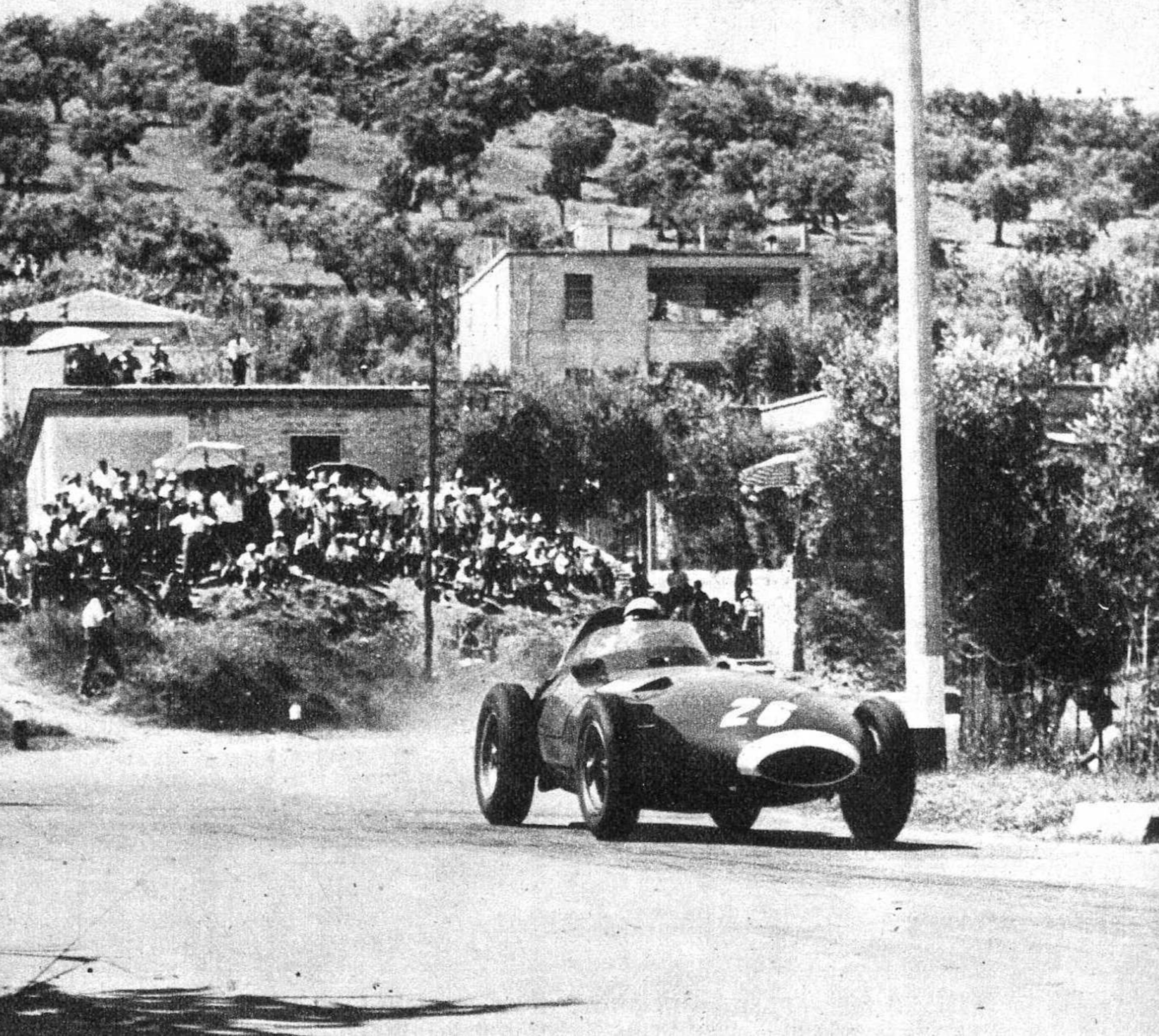
Il vincitore Stirling Moss, su Vanwall VW5, affronta la variante che precede le tribune del circuito pescarese.

### Piloti
- 5° vittoria per Stirling Moss
- 1° podio per Harry Schell
- 10° podio per Stirling Moss

### Costruttori
- 2° vittoria per la Vanwall

### Motori
- 2° vittoria per il motore Vanwall

### Giri al comando
- Luigi Musso (1)
- Stirling Moss (2-18)

## Classifica Mondiale
| Pos | Pilota                | Punti |
| --- | --------------------- | ----- |
| 1   | Juan Manuel Fangio    | 40    |
| 2   | Stirling Moss         | 17    |
| 3   | Luigi Musso           | 16    |
| 4   | Mike Hawthorn         | 13    |
| 5   | Tony Brooks           | 10    |
| 6   | Harry Schell          | 9     |
| 7   | Sam Hanks             | 8     |
|     | Peter Collins         | 8     |
| 9   | Jim Rathmann          | 7     |
|     | Masten Gregory        | 7     |
| 11  | Jean Behra            | 6     |
| 12  | Maurice Trintignant   | 5     |
|     | Stuart Lewis-Evans    | 5     |
| 14  | Jimmy Bryan           | 4     |
|     | Carlos Menditeguy     | 4     |
| 16  | Paul Russo            | 3     |
| 17  | Andy Linden           | 2     |
|     | Roy Salvadori         | 2     |
| 19  | José Froilán González | 1     |
|     | Alfonso de Portago    | 1     |